# Горна-Студена
Горна-Студена (болг. Горна Студена) — село в Болгарии. Находится в Великотырновской области, входит в общину Свиштов. Население составляет 305 человек (2022).

## История
Во время русско-турецкой войны (1877—1878) село было главной штаб-квартирой российского императора Александра II.  В российских газетах тех лет село называлось Горным Студнем. В селе был организован крупный госпиталь для раненых. Всего за время войны около села было захоронено около 3000 русских воинов.

## Политическая ситуация
В местном кметстве Горна-Студена, в состав которого входит Горна-Студена, должность кмета (старосты) исполняет Живко Димитров Колев (Болгарская социалистическая партия (БСП)) по результатам выборов.
Кмет (мэр) общины Свиштов — Станислав Петров Благов (коалиция в составе 4 партий: Болгарский земледельческий народный союз (БЗНС), Союз свободной демократии (ССД), Союз демократических сил (СДС), либеральная инициатива «За демократическое европейское развитие» (ЛИДЕР)) по результатам выборов.